# Epidapus inversus
Epidapus inversus är en tvåvingeart som beskrevs av Werner Mohrig 1996. Epidapus inversus ingår i släktet Epidapus och familjen sorgmyggor. Inga underarter finns listade i Catalogue of Life.